# Succinea putris
Succinea putris е вид коремоного от семейство Succineidae.

## Разпространение
Видът е разпространен в Белгия, Чехия, Германия, Холандия, Полша, Украйна, Русия, Канада, Словакия, България, Великобритания, Ирландия и Естония. Среща се върху растителност по речните брегове и блата.